# ぐんま国際アカデミー初等部・中等部・高等部
ぐんま国際アカデミー（ぐんまこくさいアカデミー、英称:Gunma Kokusai Academy）は、群馬県太田市に位置する私立の小中高一貫校。英語イマージョン。国際バカロレア(IB)ディプロマプログラム(DP)及びミドルイヤープログラム(MYP)認定校。

## 概要
国語を除くほとんどの教科教育を英語で行う「英語イマージョン教育」を最大の特徴とする。また小中高の12年一貫教育を実施している。1クラスの定員は30名で、担任はバイリンガルの日本人教師と英語ネイティブの外国人教師の複数制。同校はインターナショナルスクールではなく、教育基本法第1条に基づく学校（一条校）であり、教育課程特例校に指定されている。設置者は学校法人太田国際学園。
ソフト・ハード両面で同校のモデルになっているのは、日本で最初に英語イマージョン教育を取り入れた加藤学園暁秀初等学校及びその系列校である暁秀中学校・高等学校である。

## 沿革

### 略歴
太田市が申請し構造改革特区第1号に認定された「太田市外国語教育特区構想」に基づき、設立された学校で、2005年4月に太田市西本町（西本町キャンパス）に初等部が開校した。開校から3年間は初等部1年生と4年生が募集され、4年目からは初等部1年生のみ募集されている。欠員の状況によっては編入や転入が実施される。2011年4月、群馬松嶺福祉短期大学跡地の太田市内ケ島町（内ケ島キャンパス）に高等部が開校し、それにともない中等部が同所に移転した。2014年3月に同校初の卒業式が行われ、2005年に初等部4年生として入学した1期生を輩出した。2017年3月に、初等部1年生として入学し同校で12年間学んだ生え抜きの1期生が卒業した。

### 年表
- 2003年4月21日 - 構造改革特区制度に基づき「太田外国語教育特区」が第1号認定
- 2004年4月5日 - プレスクール開校
- 2004年12月28日 - 学校法人太田国際学園設立
- 2005年4月1日 - 初等部開校（西本町キャンパス）
- 2008年4月1日 - 中等部開校（西本町キャンパス）、特例措置の全国展開により「教育課程特例校」に指定
- 2008年7月9日 - 特例措置の全国展開により「太田外国語教育特区」の認定取消
- 2010年11月24日 - 国際バカロレアDP候補校
- 2011年4月1日 - 高等部開校（内ケ島キャンパス）、中等部内ケ島キャンパスへ移転
- 2011年10月20日 - 国際バカロレアDP認定校
- 2012年4月1日 - 国際バカロレアDPを開始
- 2014年3月1日 - 第1回卒業式（初等部4年入学1期生）
- 2017年3月2日 - 第4回卒業式（初等部1年入学1期生）
- 2019年3月1日 - 国際バカロレアMYP候補校
- 2022年3月8日 - 国際バカロレアMYP認定校

## 基礎データ

### 所在地
- 西本町キャンパス（初等部）　〒373-0033　群馬県太田市西本町69-1
- 内ケ島キャンパス（中高等部）　〒373-0813　群馬県太田市内ケ島町1361-4

### 通学区域
保護者と同居し、概ね1時間で通学可能な地域が基本となっている。

### アクセス
太田駅および太田バスターミナルからスクールバスが運行されている。

### 象徴

#### 校章
太田市を際立たせた群馬県の形をはばたく人に見立てたデザインとなっている。同市在住のグラフィックデザイナー長島早苗が作成した。公募により選定。

#### 校歌
同校校歌は「G.K.A. SCHOOL SONG」であり、同校の音楽教諭Todd Loweryが作詞作曲した。

#### 制服

##### 初等部
夏服は男女ともに上着が白のポロシャツ、下は男子がベージュ系の半ズボン、女子が同色のスカート。冬服は男女ともに上着が白地に青とグレーのチェックシャツに白のベスト、紺のブレザーで、下は男子がベージュ系のズボン、女子は同色のスカート。

##### 中高等部
夏服は男女とも上が白系の半袖シャツ、下は男子が紺系の長ズボン、女子がベージュ系チェック柄のスカート。冬服は男女とも上着がシャツにベージュのブレザーにネクタイで、下は男子が紺系のスラックスに、女子はベージュ系チェック柄のスカート。
なお、中等部と高等部ではネクタイの柄が異なり、高等部の女子はネクタイの代わりにリボンも選択できる。

### 理事長
設置者である学校法人太田国際学園の理事長は次の通りである。
- 初代　清水聖義（2004年12月 - 2007年6月）
- 第2代　渡邊浩（2007年6月 - 2010年7月）
- 第3代　清水聖義（2010年7月 - ）

### 校長

#### 初等部
- 初代　ユージーン・E・クーパー（2005年4月 - 2007年9月）
- 第2代　今井優（2007年10月-2011年4月）
- 第3代　テレシタ・サルヴェ・ロドリゲス・トゥビアノサ（2011年4月 - ）

#### 中等部
- 初代　今井優（2008年4月 - 2011年3月）
- 第2代　小笠原敬三（2011年4月 - 2013年3月）
- 第3代　吉田シヅエ（2013年4月 - 2018年3月）
- 第4代　金子弘幸（2018年4月 - ）

#### 高等部
- 初代　吉田シヅエ（2013年4月-2017年3月）
- 第2代 金子弘幸 （2018年4月-）

## 学校行事

### 初等部
- 4月　入学式
- 5月　SHIP総会
- 6月
- 7月　宿泊学習（5年生）、七夕集会
- 8月
- 9月　スポーツデー
- 10月　ハロウィンパーティー、オーストラリア短期留学（6年生）
- 11月　太田市小学校音楽発表会（4年生）
- 12月　持久走大会
- 1月
- 2月　金管バンド発表会（6年生）、学習発表会
- 3月　サイエンスフェア

### 中高等部
- 4月　体育祭（文化祭の隔年開催）
- 5月
- 6月　文化祭（体育祭と隔年開催）、沖縄旅行（9年生）
- 7月　尾瀬旅行（7年生）、スタディーキャンプ（高等部）
- 8月
- 9月
- 10月　北米旅行（10年生）、奈良京都旅行（8年生）
- 11月
- 12月　英語スピーチコンテスト
- 1月
- 2月
- 3月　卒業式、サイエンスフェア

## 生徒会・部活動など

### 初等部

#### クラブ
- 日本文化
- 写真
- 囲碁
- 陶芸
- 書道
- クリケット
- 美術
- 外国語
- ボードゲーム
- ジャグリング
- 英語劇
- コンピューター
- マインクラフト（教育版）
- ロボット
- サッカー

### 中高等部

#### 生徒会
中高等部の生徒会は「GKA Student Council」である。

#### 運動部
- バスケットボール
- ソフトテニス
- バドミントン
- サッカー
- 水泳
- 陸上

#### 文化部
- ウインドアンサンブル
- ウィンドオーケストラ
- ジャズバンド
- 演劇
- 美術
- 軽音楽
- 国際教養
- ロボット
- 創作部

## 関係者と関係組織

### 出身者
- ストロングマシン2号
- 堀優衣
- 片岡凜

### 組織
- SHIP（いわゆるPTA）
- 高等部同窓会
- 女子高生ヘアドネーション同好会

## その他

### 私学振興補助金問題

#### 年表
- 2005年3月 - 群馬県が本校への私学助成金を児童1人当たり約4万3000円にすることを太田市に伝える
- 2005年10月 - 小寺弘之知事（当時）が県議会で本校について「太田市が設置した事実上の市立学校と理解している」との見解示す
- 2005年11月 - 太田国際学園が助成金増額を求める陳情書、請願書を県や県議会に提出
- 2006年1月 - 小寺知事と清水聖義市長が問題で初めての会談
- 2006年3月 - 県議会が助成金を含む新年度予算案を可決。県と市が協議して解決するよう付帯決議
- 2006年7月 - 髙木勉副知事（当時）と清水市長が会談
- 2006年8月 - 髙木副知事と清水市長が再び会談するが交渉決裂
- 2007年2月 - 太田市が本校への職員配置を新年度からゼロにする方針を決める
- 2007年3月 - 県議会が当初予算案の私学助成金を増額修正。児童1人当たり約18万9000円とする
- 2007年6月 - 清水市長が学校法人理事長を辞任
- 2007年7月 - 知事選で大沢正明が当選
- 2007年8月 - 大沢知事と清水市長が会談
- 2007年12月 - 大沢知事と清水市長が再び会談。本年度の助成金執行額は増額修正された児童1人当たり約18万9000円とする
- 2008年1月 - 大沢知事「学校に努力していただき、新年度は正常（他の私学並み）の形に」